# Eah Jé
Eah Jé Sjögren, känd som enbart Eah Jé, född 1 februari 2000 i Johannesburg, Sydafrika, är en svensk sångare och låtskrivare. Hans musik uppmärksammades först på Tiktok och därefter toppade låten "Beroendeframkallande" på Spotify. Den ingår i EP:en En liten låtidé. Vid Grammisgalan 2024 utsågs Eah Jé till Årets nykomling. Samma år utsågs han till Framtidens artist vid P3 Guld.

## Biografi
Sjögrens mor kommer från Sydafrika och familjen bodde där periodvis innan de flyttade till Göteborg där hans far är från. Han började skriva musik i samband med sina föräldrars skilsmässa när han var nio år gammal. Hans ovanliga förnamn, Eah Jé, kommer dels från den mesopotamiska guden Ea och dels från hans faster, Jeanette, som gick bort vid 19 års ålder.

## Diskografi

### EP
| År   | Titel           | Sverigetopplistan |
| ---- | --------------- | ----------------- |
| 2023 | En liten låtidé | 31                |

### Låtar på topplistan
| År   | Titel                  | Sverigetopplistan | EP              |
| ---- | ---------------------- | ----------------- | --------------- |
| 2023 | "Beroendeframkallande" | 4                 | En liten låtidé |
| 2023 | "Hon sa"               | 46                | En liten låtidé |

### Tillsammans med andra
| År   | Artist   | Titel                            | Sverigetopplistan | Album      |
| ---- | -------- | -------------------------------- | ----------------- | ---------- |
| 2021 | Estraden | "Sommarn är över" (feat. Eah Jé) | 30                | 20-nånting |
| 2024 | Miss Li  | "Maraton" (feat. Eah Jé)         | 9                 | —          |